# Alcis nigridorsaria
Alcis nigridorsaria är en fjärilsart som beskrevs av Achille Guenée 1858. Alcis nigridorsaria ingår i släktet Alcis och familjen mätare. Inga underarter finns listade i Catalogue of Life.